# Розмови уві сні
Розмови уві сні (сомнілоквія) — це парасомнія, при якій людина говорить вголос під час сну. Може варіюватися від простого бурмотіння до гучних криків або довгих, часто нерозбірливих промов та траплятися багато разів протягом сну. Залежно від частоти виникнення може вважатися або не вважатися патологією.

## Причини
Розмова уві сні може виникати сама по собі (тобто ідіопатично) або бути ознакою іншого розладу сну.
У 1966 році проведено дослідження над виявленням зв'язку між спадковістю та розмовами уві сні. Результати свідчать про наступне:
- Діти від батьків, які говорять уві сні, з високою ймовірністю теж говоритимуть уві сні[2].
- Дитина може розмовляти уві сні, навіть якщо жоден з батьків не говорить уві сні, хоча таке трапляється набагато рідше.
- Значна частина людей починають розмовляти уві сні в дорослому віці, хоча такого не спостерігалось з ними в дитинстві чи підлітковому віці[3].

Такі розмови самі по собі зазвичай нешкідливі; однак вони можуть розбудити інших людей і викликати в них занепокоєння — особливо, якщо інша людина помилково сприйме таку розмову як свідому. Якщо розмови уві сні є емоційними або непристойними, це може свідчити про інші розлади сну. Розмови під час сну можна відстежити за допомогою пристрою для запису звуку. Для цієї мети ідеально підходять пристрої, які починають запис лише тоді, коли буде виявлено звук.
Полісомнографічні тести показують, що епізоди розмов можуть виникати на будь-якій стадії сну.
Причиною розмов уві сні також може бути стрес. Згідно з результатами одного з досліджень, близько 30 % людей, які мали ПТСР (посттравматичний стресовий розлад), розмовляють уві сні. Дослідження 1990 року в США показало, що ветерани війни у В'єтнамі, які страждають на посттравматичний стресовий розлад, говорять більше уві сні, ніж люди без ПТСР.
Розмови під час сну також можуть бути спричинені депресією, депривацією сну, сонливістю вдень, алкоголем і лихоманкою. Вони часто виникають у поєднанні з іншими розладами сну, такими як сплутаність свідомості, апное уві сні та розлад фази швидкого сну. У рідкісних випадках розмова уві сні у дорослих пов'язана з психічним розладом або нічним епілептичним нападом.

## Поширеність
Розмови уві сні є дуже поширеним явищем, яке спостерігається у 50 % маленьких дітей принаймні раз на рік. Значний відсоток людей після 25 років все рідше розмовляють під часу сну.
Автори дослідження поширеності розмов уві сні в дитинстві з'ясували, що частота розмов уві сні різна між дітьми. Близько половини дітей мають епізоди розмов уві сні принаймні раз на рік, менш як 10 % дітей говорять уві сні щоночі, від 20 % до 25 % розмовляють уві сні принаймні раз на тиждень. Не виявлено жодної залежності від статі чи соціально-економічного класу.
Важко достовірно оцінити поширеність явища, оскільки люди або не пам'ятають, або не усвідомлюють, що говорять уві сні. Така ж невизначеність існує щодо віку, в якому люди починають говорити уві сні, оскільки ранні випадки можуть залишитись непоміченими. Таким чином, окремі дослідження можуть демонструвати різні результати щодо поширеності.

## Лікування
Зазвичай лікування розмов уві сні не потрібне, оскільки вони, як правило, не порушують сон і не викликають інших проблем.
У 1979 році доктор Алан Ле Беф з лікарні святого Брендана на Бермудах використав автоматизований сигнал для лікування людини, яка розмовляла уві сні протягом 6 років. Після того, як людина починала говорити під час сну, протягом 5 секунд лунав неприємний звук. Внаслідок лікування розмови уві сні швидко припинилися і в пацієнта не знайшли жодних негативних наслідків лікування.